# Drakhtik (Hadrut)
Drakhtik (in armeno Դրախտիկ?), anche nota come Drakhtadzor o Zoghalbulag (in azero Zoğalbulaq), è una comunità rurale del distretto di Xocavənd in Azerbaigian, facente parte fino al 2020 della regione di Hadrowt' nella repubblica dell'Artsakh (fino al 2017 denominata repubblica del Nagorno Karabakh).
Secondo il censimento del 2005 contava poco più di 400 abitanti.

## Storia
Durante il periodo sovietico, il villaggio faceva parte del distretto di Hadrut dell'Oblast' autonoma del Nagorno Karabakh. Dopo la Prima guerra del Nagorno Karabakh, il villaggio è stato amministrato come parte della regione di Hadrut della Repubblica separatista di Artsakh. Il villaggio è passato sotto il controllo dell'Azerbaigian il 9 novembre 2020, durante la guerra del Nagorno Karabakh del 2020.

## Monumenti e luoghi d'interesse
Siti del patrimonio storico presenti nel villaggio e nei suoi dintorni includono la chiesa di Surb Grigor Narekatsi (armeno: Սուրբ Գրիգոր Նարեկացի, "Gregorio di Narek'') costruito nel 1645, un villaggio e un cimitero risalenti al periodo compreso tra il XVII e il XIX secolo, e una khachkar del XVII-XVIII secolo.